# Maha Chakkraphat
Re Maha Chakkraphat, in lingua thai: สมเด็จพระมหาจักรพรรดิ (1506 – 1569), è stato il sedicesimo sovrano del Regno di Ayutthaya, fondato nel 1350 da Ramathibodi I nell'odierna Thailandia.
Divenne re nel 1548 dopo che il predecessore, l'usurpatore Worawongsa, era stato assassinato. Nel periodo in cui fu re vi furono tre invasioni degli eserciti del Regno birmano di Toungoo, la prima ebbe luogo nel 1548 e fu respinta a fatica, mentre la seconda si concluse nel 1564 con il trionfo birmano; Ayutthaya divenne uno stato vassallo e, secondo alcuni storici, Maha Chakkraphat fu deportato nell'allora capitale birmana Hanthawaddy, l'odierna Pegu.
Dopo che Ayutthaya fu per qualche anno affidata al figlio di Maha Chakkraphat, Mahinthra Thirat, nel 1568 il vecchio sovrano ritornò sul trono e si ribellò ai birmani, che scatenarono la nuova invasione. Il re morì durante l'assedio che si concluse con la capitolazione di Ayutthaya e la deportazione dell'intera famiglia reale. Il sovrano birmano Bayinnaung pose quindi sul trono siamese come vassallo il re di Phitsanulok Maha Thammaracha, capostipite della Dinastia di Sukhothai

## Biografia

### Il regno del padre
Alla nascita fu chiamato Thianracha ed era figlio di Ramathibodi II, durante il cui regno si erano registrati eventi di particolare importanza nella storia di Ayutthaya. I portoghesi avevano conquistato Malacca nel 1511, ponendo fine all'egemonia siamese sul sultanato, ma le ambasciate che gli europei avevano inviato ad Ayutthaya erano state accolte cordialmente e nel 1516 era stato stipulato un trattato che permetteva ai portoghesi di aprire uffici commerciali nella capitale e in altre città siamesi. Furono i membri di queste ambasciate i primi europei a stabilire rapporti commerciali con Ayutthaya, una pratica che sarebbe stata mantenuta da tutti i sovrani che succedettero a Ramathibodi II. I portoghesi avevano introdotto in questo periodo anche alcune armi da fuoco mai viste in Siam.
Nel regno di Ramathibodi II si erano rinnovati i conflitti tra Ayutthaya ed il Regno Lanna. Nel 1515, la reazione di Ayutthaya all'ennesima invasione lanna era stata decisiva. Dopo aver costretto alla fuga gli invasori, l'esercito comandato da Ramathibodi II aveva espugnato Lampang, il più grande successo mai ottenuto dai siamesi sui tradizionali rivali. Ramathibodi II aveva inoltre promulgato una legge che aveva riformato il servizio di leva militare ed aveva introdotto diversi tipi di corvée per i cittadini che ne erano dispensati. Tale sistema sarebbe rimasto in vigore fino al regno di Rama V (dal 1868 al 1910), la cui nuova legge in materia si basò su modelli moderni ed eliminò l'obbligo delle corvée.

### Crisi dinastica
Ramathibodi II morì improvvisamente nel luglio del 1529 e salì al trono il fratellastro di Thianracha Athittayawong, che prese il nome regale Borommaracha IV. Nei quattro anni in cui regnò, il principale evento fu l'ascesa al trono del Regno di Toungoo di Tabinshwehti, il quale iniziò l'espansione che avrebbe riunificato la Birmania nel 1545. Negli anni successivi, i birmani avrebbero intrapreso una serie di campagne militari che portarono alla capitolazione di Ayutthaya nel 1564.
Alla morte di Borommaracha IV, colpito dal vaiolo nel 1533, si aprì una grave crisi dinastica ed i quattro sovrani successivi furono assassinati. Gli succedette il figlio Ratsada, un bambino di cinque anni che dopo soli cinque mesi fu fatto uccidere da Chairacha, un altro fratellastro di Thianracha.

#### Viceré
Chairacha si fece proclamare re nel 1534 e nominò Thianracha viceré con il titolo di Uparat. Dopo alcuni anni all'insegna della pace, il nuovo sovrano fu protagonista di diverse campagne militari. Con l'assistenza di mercenari portoghesi, un'armata siamese sconfisse e scacciò i birmani che avevano occupato una città di confine, in quello che fu il primo confronto tra i regni di Ayutthaya e di Toungoo. Temendo che i birmani sconfinassero oltre il Saluen, Chairacha istituì posti di guardia lungo le frontiere tra i due Stati.
Nel 1539, il re laotiano Phothisarat I di Lan Xang, probabilmente allarmato dalla politica espansionistica di Chairacha, ruppe la storica alleanza con Ayutthaya ed inviò un esercito in Siam, che si ritirò prima di ingaggiare battaglia. L'anno successivo furono le truppe di Ayutthaya ad entrare nei territori di Lan Xang; dopo aver piegato le resistenze iniziali laotiane, oltrepassarono il Mekong e furono costrette a ritirarsi con grandi perdite dopo la sconfitta nella battaglia svoltasi nei pressi di Vientiane.
Dopo che il re Mueang Kesa di Lanna era stato ucciso nel 1545, si scatenò una lotta tra le varie fazioni nobiliari del regno, una delle quali richiese l'intervento di Ayutthaya per punire il regicida Sen Dao che si era impossessato della capitale Chiang Mai. Altri clan di Lanna si erano uniti a Chiang Saen ed avevano offerto il trono al principe laotiano Setthavongsa, figlio di Phothisarat I, la cui madre era una principessa di Chiang Mai discendente di Mangrai il Grande. I capi di quegli stessi clan fecero giustiziare Sen Dao e nominarono la reggente Chiraprapha in attesa dell'arrivo di Setthavongsa. Quando Chairacha giunse a Chiang Mai alla testa del proprio esercito nel giugno del 1545, venne a sapere che Sen Dao era morto, fu accolto con cordialità dalla reggente e fece ritorno in patria in settembre.
Poco dopo, il principe Mekuti di Mueang Nai cinse d'assedio Chiang Mai e Chairacha inviò un esercito a nord per prendere il controllo della situazione. Anche questa volta, prima dell'arrivo delle truppe siamesi la situazione si era stabilizzata. L'esercito di Chiang Mai aveva respinto l'attacco ed era giunto a soccorso anche un contingente da Lan Xang. Le truppe siamesi vennero informate della situazione quando arrivarono presso Lamphun, e quella stessa notte penetrarono in città e la misero a fuoco. Il giorno successivo arrivò il grosso dell'esercito al comando di Chairacha, che proseguì la marcia per attaccare Chiang Mai. L'assedio fu respinto dopo tre giorni di combattimento e le truppe siamesi si ritirarono dopo aver distrutto alcuni templi e molte case nei dintorni di Chiang Mai. Sulla via del ritorno, l'esercito di Ayutthaya fu attaccato in tre diverse occasioni dalle truppe di Chiang Mai e dei suoi alleati e soffrì pesantissime perdite.

#### Reggente
L'autobiografia dell'avventuriero portoghese Fernão Mendes Pinto, che soggiornò per qualche tempo a corte, riporta che al ritorno dalla seconda campagna di Lanna Chairacha fu assassinato da una delle sue consorti di rango minore, la principessa Sri Sudachan, anche se non vengono forniti particolari su come sia riuscita a sfuggire alla punizione. Da Sri Sudachan il sovrano aveva avuto i principi Yot Fa, nato nel 1535, e Sri Sin, nato nel 1541. Il trono fu assegnato a Yot Fa, che aveva a quel tempo undici anni, mentre la reggenza fu affidata alla stessa Sri Sudachan e a Thianracha. Secondo il diplomatico e storico olandese Jeremias Van Vliet, direttore nel XVII secolo dell'ufficio di Ayutthaya della Compagnia olandese delle Indie orientali, Sri Sudachan conobbe e si innamorò del bramino di corte Phan Sri But Thep dopo l'incoronazione di Yot Fa, mentre secondo Pinto si conoscevano già da prima. I due amanti iniziarono a tramare per impadronirsi del trono.

#### Monaco buddhista
Dopo qualche tempo, vi furono attriti fra i due reggenti e Thianracha lasciò gli incarichi di Stato per entrare nel Wat Racha Praditsathan di Ayutthaya come monaco buddhista. La reggente fece assegnare all'amante un alto incarico a palazzo, gli conferì il titolo Khun Jinarat e gli affidò l'organizzazione della guardia reale. Khun Jinarat scelse soldati di cui si fidava e li utilizzò per sopprimere i mandarini che si opponevano ai disegni di potere della coppia di amanti. Dopo aver eliminato i principali oppositori, Sri Sudachan impose che Khun Jinarat la affiancasse nell'incarico di reggente con il nuovo titolo di Khun Worawongsa.
Secondo alcune delle cronache di quel tempo, i due fecero uccidere il giovane re Yot Fa nel 1548. Il trono fu affidato a Worawongsa, ma il regno durò solo alcune settimane; alcuni lealisti facenti parte del clan di Sukhothai iniziarono a pianificare l'assassinio dell'usurpatore dopo essersi assicurati che Thianracha fosse disponibile a diventare re. Nel frattempo, il re di Cambogia Ang Chan approfittò dell'instabilità di Ayutthaya ed invase la parte orientale del regno, occupando Prachinburi.

### Ascesa al trono

La prima campagna in Siam dell'esercito birmano, in rosso l'invasione e in arancione la ritirata

I cospiratori, guidati dal principe Khun Phiren Thorathep, tesero l'imboscata all'usurpatore e alla sua amante nei pressi di Ayutthaya; considerato indegno di un trattamento regale, Worawongse non fu ucciso nel classico modo in cui venivano giustiziati i membri della casa reale, che venivano legati in un sacco e percossi con legno di sandalo, ma venne decapitato assieme a Sri Sudachan e alla bimba che questa aveva da poco partorito. Thianracha fu prelevato dal monastero e venne acclamato sovrano con il nome regale Maha Chakkraphat. Si prese in carico la tutela del nipote Sri Sin e ricompensò con generosità i nobili che lo avevano posto sul trono. In particolare, diede in sposa la propria figlia a Khun Phiren Thorathep, che fu nominato governatore di Phitsanulok con il titolo regale Maha Thammaracha. Tra gli altri cospiratori, Khun Inthorathep fu nominato governatore dell'odierna Nakhon Si Thammarat, mentre a Mün Ratchasaneh e a Luang Si Yot furono affidati i governatorati di due province minori. Quando Ang Chan di Cambogia venne a sapere dell'acclamazione a re di Maha Chakkraphat, fece rientrare in patria le truppe d'invasione.

### Prima invasione birmana
Informato sul periodo di crisi che stava attraversando Ayutthaya, il re birmano Tabinshwehti invase il Siam prendendo a pretesto degli scontri che si erano verificati lungo le frontiere tra i due Stati. L'esercito partì da Martaban ed attraversò la frontiera al Passo delle Tre Pagode; secondo fonti siamesi, era composto da 300.000 uomini, 3.000 cavalli e 700 elefanti da guerra, mentre secondo le fonti birmane gli uomini erano 12.000, i cavalli 2.400 e gli elefanti 60. L'avanguardia era comandata dal generale Bayinnaung, il nucleo centrale dallo stesso Tabinshwehti e la retroguardia dal viceré di Prome Thado Dhammayaza. Accompagnavano gli invasori anche diversi mercenari portoghesi dotati di armi da fuoco. Senza incontrare particolare opposizione, i birmani si accamparono nei pressi di Ayutthaya.

#### Morte della regina Sri Suriyothai

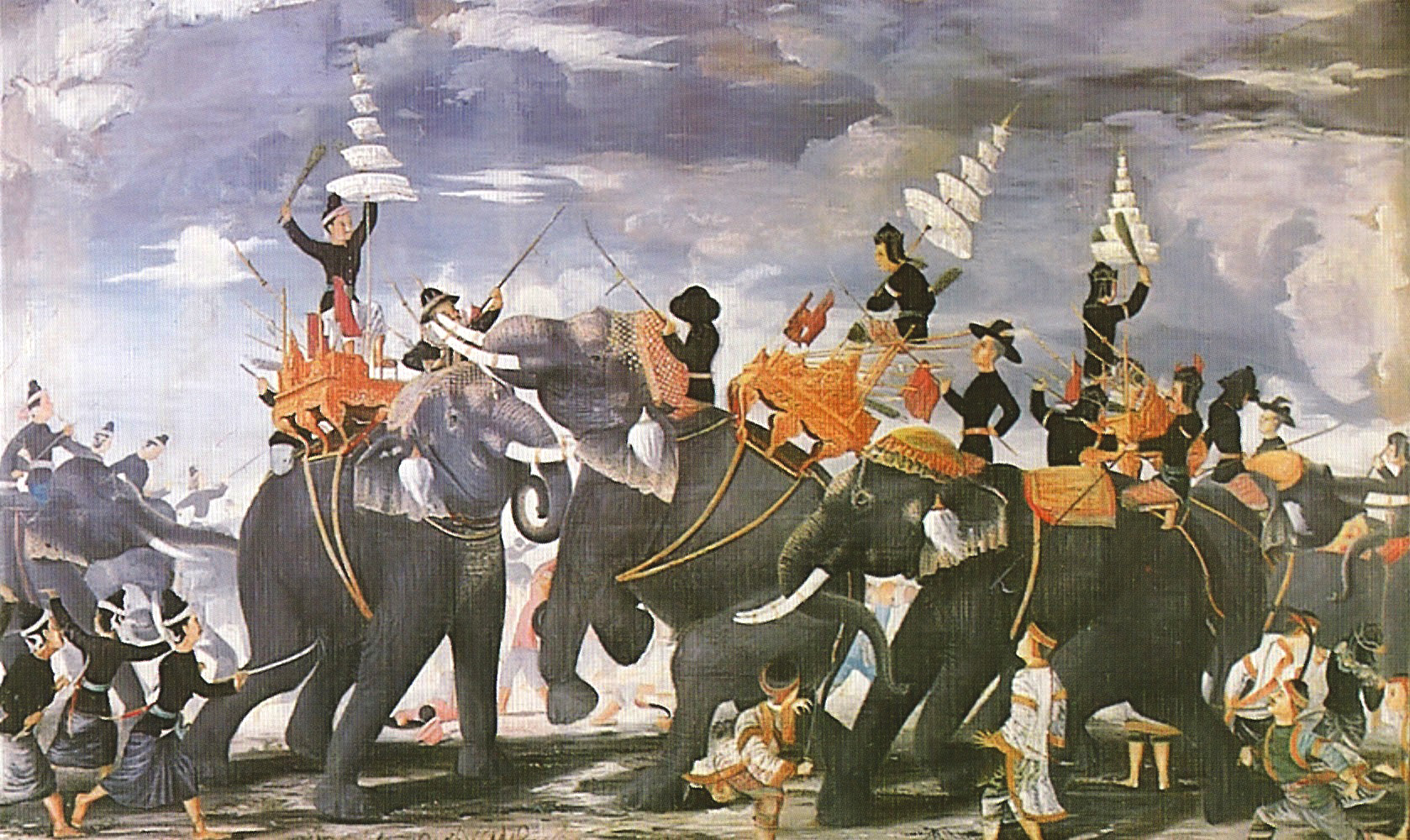
La battaglia in cui perse la vita Sri Suriyothai in un dipinto del XX secolo

I siamesi avevano concentrato le difese nella capitale ed ingaggiarono battaglia nel febbraio del 1549. L'esercito uscì dalla città comandato da re Maha Chakkraphat, dall'Uparat principe Ramesuan e dal principe Mahin, i due figli del sovrano. Parteciparono alla battaglia anche la regina Suriyothai e la figlia principessa Boromdhilok, vestite con le corazze da soldato ed entrambe sul dorso dello stesso elefante. L'armata siamese raggiunse la colonna comandata dal viceré di Prome e, com'era consuetudine di quel tempo, i due comandanti si affrontarono in un duello testa a testa sul dorso degli elefanti.
L'elefante di Maha Chakkraphat fu colto da una crisi di panico e si diede alla fuga, inseguito dall'elefante del comandante birmano. La regina Suriyothai, vedendo il marito prossimo alla morte, si frappose tra i due contendenti, affrontò personalmente il viceré di Prome e fu uccisa assieme alla figlia a colpi di falce da guerra. I principi Ramesuan e Mahin intervennero a disperdere i birmani e raccolsero i resti della madre e della sorella, ricomposero le truppe attorno al padre, che grazie alla moglie si era salvato, e l'esercito siamese fece rientro in città. L'atto di coraggio della regina è tuttora vivo nella mente dei thailandesi, che la considerano un'eroina nazionale.

#### Assedio e ritirata birmana
Ebbe così inizio l'assedio di Ayutthaya, che si protrasse per lungo tempo a fasi alterne ma senza che i birmani riuscissero a penetrare all'interno delle mura. Quando Tabinshwehti seppe che stava arrivando a supporto degli assediati un grosso esercito da Phitsanulok, comandato da Maha Thammaracha, e che nella capitale Hanthawaddy era in corso una ribellione dei mon, diede l'ordine di ritirata. Stanchi per l'assedio e a corto di viveri, i birmani tesero un'imboscata agli inseguitori e riuscirono a catturare il principe Ramesuan e lo stesso Maha Thammaracha, ed imposero a Maha Chakkraphat di poter lasciare il Siam incolumi in cambio della riconsegna dei due principi.

### Conseguenze della prima invasione
Per proteggere Ayutthaya da eventuali nuove invasioni, Maha Chakkraphat fece rimuovere le vecchie mura in terra battuta, risalenti ai tempi del fondatore della città Ramathibodi I, e fece erigere le nuove in muratura di laterizio. Fece scavare un fossato che andò ad aggiungersi a quello naturale costituito dai fiumi che circondano la città. Potenziò la flotta di imbarcazioni da guerra a protezione di tali fiumi, smantellò le difese di diversi villaggi di frontiera, considerati poco difendibili e facilmente utilizzabili dall'esercito nemico. Riorganizzò il sistema di chiamata alle armi e fondò nuove città, tra le quali Nonthaburi, da utilizzare come centri di reclutamento truppe. Diede inoltre ordine di catturare il maggior numero possibile di elefanti, considerati fondamentali per la guerra.
Al ritorno dalla campagna in Siam, il re birmano Tabinshwehti entrò in un grave periodo di depressione, aggravato da un eccessivo consumo di bevande alcoliche. Ne approfittarono i popoli assoggettati in precedenza, le cui ribellioni frantumarono il regno. Il generale Bayinnaung assunse la reggenza e, mentre si trovava a Dala, presso l'odierna Rangoon, per soffocare la rivolta dei mon locali, una nuova ribellione dei mon di Pegu portò nel 1550 all'assassinio di Tabinshweti e alla rinascita del Regno di Hanthawaddy. Bayinnaung si trovò isolato con una piccola guarnigione, ma riuscì a ristabilire un proprio regno nel 1551 nella vecchia capitale Toungoo. Negli anni che seguirono fu impegnato nella riunificazione di tutti i territori persi, e sarebbe tornato a rivolgere le proprie attenzioni su Ayutthaya nel 1564.

### Conflitti con i khmer
I siamesi non avevano dimenticato l'invasione con la quale i cambogiani avevano occupato Prachinburi ma, impegnati a difendersi dall'attacco birmano, poterono rivalersi solo nel 1551, quando ebbe luogo la spedizione punitiva voluta da Maha Chakkraphat. Un secondo conflitto avvenne nel 1556, e terminò con la disfatta delle truppe siamesi affidate al governatore di Sawankhalok, un principe khmer adottato dal re di Ayutthaya che perse la vita nella battaglia. La sconfitta non ebbe particolari conseguenze ed i rapporti con la Cambogia si normalizzarono.

### Ribellione di Sri Sin
Il figlio di Chairacha Sri Sin, che Maha Chakkraphat aveva preso sotto la propria tutela quando nel 1548 ne era stata uccisa la madre Sri Sudachan, fu accusato di congiurare contro il re e posto sotto sorveglianza. Quando nel 1561 Maha Chakkraphat comandò che Sri Sin fosse ordinato monaco buddhista, il principe si diede alla fuga e radunò un buon numero di cospiratori con i quali attaccò di notte la guardia reale e si introdusse a palazzo reale, costringendo alla fuga il sovrano. Furono i principi Ramesuen e Mahin a soffocare la rivolta. Sri Sin morì combattendo ed i suoi seguaci furono giustiziati.

### Conquista birmana del Regno Lanna
Al comando del successore Bayinnaung, definito da qualcuno il Napoleone della Birmania, l'esercito di Toungoo divenne un'invincibile macchina da guerra. Nel giro di pochi anni fu nuovamente riunificato il paese, furono riprese Pegu, Prome, e Ava, vennero annessi i principati shan e fu conquistata una parte del Regno di Chiang Hung.
Sul trono del Regno Lanna, il principe laotiano Setthavongsa era rimasto per un tempo breve, chiamato in patria nel 1550 per succedere al defunto padre Phothisarat I come sovrano di Lan Xang con il nome regale Setthathirat. Fu dichiarato decaduto dall'aristocrazia di Chiang Mai e al suo posto fu acclamato re lo shan Mekuti di Mueang Nai, imparentato con la famiglia reale lanna. Nel 1555, Setthathirat cercò di riprendersi il trono lanna e Mekuti chiamò a difenderlo Bayinnaung, il cui potente esercito dissuase il re laotiano dall'impresa. Nel 1557, i birmani sottomisero definitivamente il Regno Lanna, il cui re Makuti aveva appoggiato i ribelli shan. Fu così che Lanna perse per sempre l'indipendenza a 265 anni dalla fondazione. Come era consuetudine birmana di quel tempo, a Mekuti fu concesso di continuare a governare come vassallo.

### Seconda invasione birmana
Tra i vari elefanti fatti catturare da Maha Chakkraphat ce n'era qualcuno bianco, considerato sacro nel sudest asiatico e simbolo di potere regale. Il pretesto per scatenare il secondo conflitto siamese-birmano fu il rifiuto del re siamese di cedere due di questi pachidermi sacri a Bayinnaung, che li aveva richiesti. Per questo motivo la seconda invasione birmana è passata alla storia anche come la "guerra dell'elefante bianco".
Secondo fonti siamesi, l'esercito birmano era composto da 900.000 uomini, molti dei quali provenienti da Chiang Mai e da altri Stati vassalli extra-birmani. Le operazioni presero il via nell'autunno del 1563 e furono facilitate dal fatto di partire da Chiang Mai, nonché dalle epidemie e dalla carestia che in quel periodo affliggeva la parte settentrionale del Regno di Ayutthaya. Furono conquistate con facilità le città del nord e Maha Thammaracha, constatata la superiorità nemica, consegnò Phitsanulok al nemico e ingrossò l'esercito di Bayinnaung mettendogli a disposizione 70.000 uomini.
L'esercito siamese tentò una sortita ma fu sconfitto per due volte ed obbligato a ritirarsi. Le truppe di Pegu giunsero ad Ayutthaya nel febbraio del 1564 ed iniziarono a bombardare la città. Vistosi perduto, Maha Chakkraphat scese a patti con Bayinnaung che, nella fretta di tornare in patria, acconsentì a ritirarsi imponendo pesanti condizioni. Ayutthaya diveniva uno stato vassallo della Birmania e si impegnava a versare tributi annuali, venivano ceduti quattro elefanti bianchi ed era riconosciuto ai birmani il diritto di sfruttamento di Mergui, a quel tempo il maggiore porto della regione per volume di scambi commerciali. Fu anche concordata la deportazione in Birmania di alcuni membri della casa reale come ostaggi, tra questi vi fu sicuramente il principe Ramesuen, mentre la deportazione dello stesso Maha Chakkraphat non è provata ed è oggetto di dibattito tra gli storici siamesi. Secondo fonti birmane, il re siamese fu deportato assieme all'erede al trono Ramesuen, e sul trono di Ayutthaya salì il principe Mahin con il nome Mahinthra Thirat. A presidiare la città fu lasciato un contingente di 3.000 soldati birmani.

### Conseguenze della seconda invasione
Subito dopo che Bayinnaung era tornato in Birmania, giunse ad Ayutthaya con il proprio esercito il raja di Pattani, ansioso di combattere i birmani. Arrivato in ritardo, provò invano a conquistare la città e la sua ribellione venne repressa.
Uno degli eventi più significativi della seconda campagna birmana in Siam fu il distacco da Ayutthaya di Phitsanulok, la tradizionale sede dei re di Sukhothai, Uparat del regno siamese. Anche il Regno di Lan Xang era minacciato dai birmani, tanto che la capitale era stata spostata per ragioni di sicurezza da Luang Prabang a Vientiane nel 1560. Il re Setthathirat propose al re di Ayutthaya di ripristinare l'alleanza in funzione anti-birmana, chiedendogli in sposa la principessa Thep Krasatri. Ne venne informato Maha Thammaracha che a sua volta informò Bayinnaung, il quale fece rapire e deportare a Pegu la principessa nell'aprile del 1564. Da quel momento, Setthathirat concentrò i suoi sforzi bellici contro il re di Phitsanulok. Verso la fine di quello stesso anno, Bayinnaung represse a Chiang Mai una rivolta di Mekuti, che fu deportato e al suo posto fu rimessa sul trono la reggente Chiraprapha. In questa campagna fu portato anche il principe Ramesuen di Ayutthaya, che cadde malato e morì.
Secondo alcune fonti siamesi, Maha Chakkraphat si ritirò a vita privata nel 1565 affidando la reggenza del regno al figlio Mahin. Questi non si rivelò all'altezza del compito, ed avrebbe in seguito chiesto l'aiuto di Setthathirat per riprendere il controllo di Phitsanulok, approfittando che l'esercito birmano era impegnato in altre campagne militari. Setthathirat accettò l'invito e si pose a capo di un esercito di 280.000 uomini e 2.500 elefanti che mise sotto assedio la città nel 1567. La piccola armata di Ayutthaya che raggiunse Phitsanulok via fiume fu respinta da un esercito birmano di 10.000 uomini accorso in aiuto degli assediati. Le truppe di Setthathirat finsero di ritirarsi dopo 20 giorni di assedio e tesero un'imboscata alle armate che le inseguirono. La tattica si rivelò vincente e i contingenti birmani e di Phitsanulok vennero decimati.

### Terza invasione birmana
L'esercito di Bayinnaung riprese subito il controllo del Siam. Nell'aprile del 1568, Maha Chakkraphat ritornò sul trono e provò a impadronirsi di Phitsanulok, approfittando che Maha Thammaracha era in visita a Pegu. La reazione birmana fu durissima, Bayinnaung tornò con un esercito ancora più grande di quello della precedente invasione e nel dicembre del 1568 fu nuovamente posta sotto assedio la capitale. Anche questa volta i birmani erano accompagnati dalle truppe di Phitsanulok e di Chiang Mai. Maha Chakkraphat morì il mese successivo, mentre era in corso l'assedio, ed il trono fu nuovamente affidato a Mahinthra Thirat. Questi confermò la propria incapacità e diede l'incarico di organizzare le difese a Phraya Ram, il governatore di Kamphaeng Phet che si era rifugiato nella capitale. Nell'agosto del 1569 Ayutthaya fu espugnata, per la prima volta nella sua storia, l'intera famiglia reale fu deportata a Pegu e Mahinthra Thirat morì durante il trasferimento. Bayinnaung pose sul trono del Siam come vassallo Maha Thammarachathirat che fondò la Dinastia di Sukhothai, ponendo fine dopo due secoli alla Dinastia di Suphannaphum.